# Мюрхед, Билл
Уи́льям «Билл» Мю́рхед (англ. Bill Muirhead; 27 декабря 1928, Crook of Devon — 24 ноября 2021, Скун) — шотландский кёрлингист.
В составе мужской сборной Шотландии участник трёх чемпионатов мира (лучший результат — серебряные призёры в 1970 и 1976). Трёхкратный чемпион Шотландии среди мужчин. Пятикратный чемпион Шотландии среди ветеранов.
Играл на позиции четвёртого. Был скипом команды.

## Достижения
- Чемпионат мира по кёрлингу среди мужчин: серебро (1970, 1976), бронза (1969).
- Чемпионат Шотландии по кёрлингу среди мужчин: золото (1969, 1970, 1976).
- Чемпионат Шотландии по кёрлингу среди ветеранов: золото (1984, 1985, 1986, 1987, 1988).

## Команды
| Сезон   | Четвёртый   | Третий         | Второй      | Первый         | Запасной            | Турниры            |
| ------- | ----------- | -------------- | ----------- | -------------- | ------------------- | ------------------ |
| 1968—69 | Билл Мюрхед | Джордж Хаггарт | Дерек Скотт | Алек Янг       | Мюррей Мелвилл (ЧМ) | ЧШМ 1969 · ЧМ 1969 |
| 1969—70 | Билл Мюрхед | Джордж Хаггарт | Дерек Скотт | Мюррей Мелвилл |                     | ЧШМ 1970 · ЧМ 1970 |
| 1970—71 | Билл Мюрхед | Bill Reid      | Дерек Скотт | Лен Дадмэн     |                     | [ 6 ]              |
| 1975—76 | Билл Мюрхед | Дерек Скотт    | Лен Дадмэн  | Рой Синклер    |                     | ЧШМ 1976 · ЧМ 1976 |
| 1983—84 | Билл Мюрхед | Tom Muirhead   | Рой Синклер | Джон Брайден   |                     | ЧШВ 1984           |
| 1984—85 | Билл Мюрхед | Tom Muirhead   | Рой Синклер | Джон Брайден   |                     | ЧШВ 1985           |
| 1985—86 | Билл Мюрхед | Tom Muirhead   | Рой Синклер | Джон Брайден   |                     | ЧШВ 1986           |
| 1986—87 | Билл Мюрхед | Tom Muirhead   | Рой Синклер | Джон Брайден   |                     | ЧШВ 1987           |
| 1987—88 | Билл Мюрхед | Джон Брайден   | Рой Синклер | Jim McArthur   |                     | ЧШВ 1988           |

(скипы выделены полужирным шрифтом)